# Krama

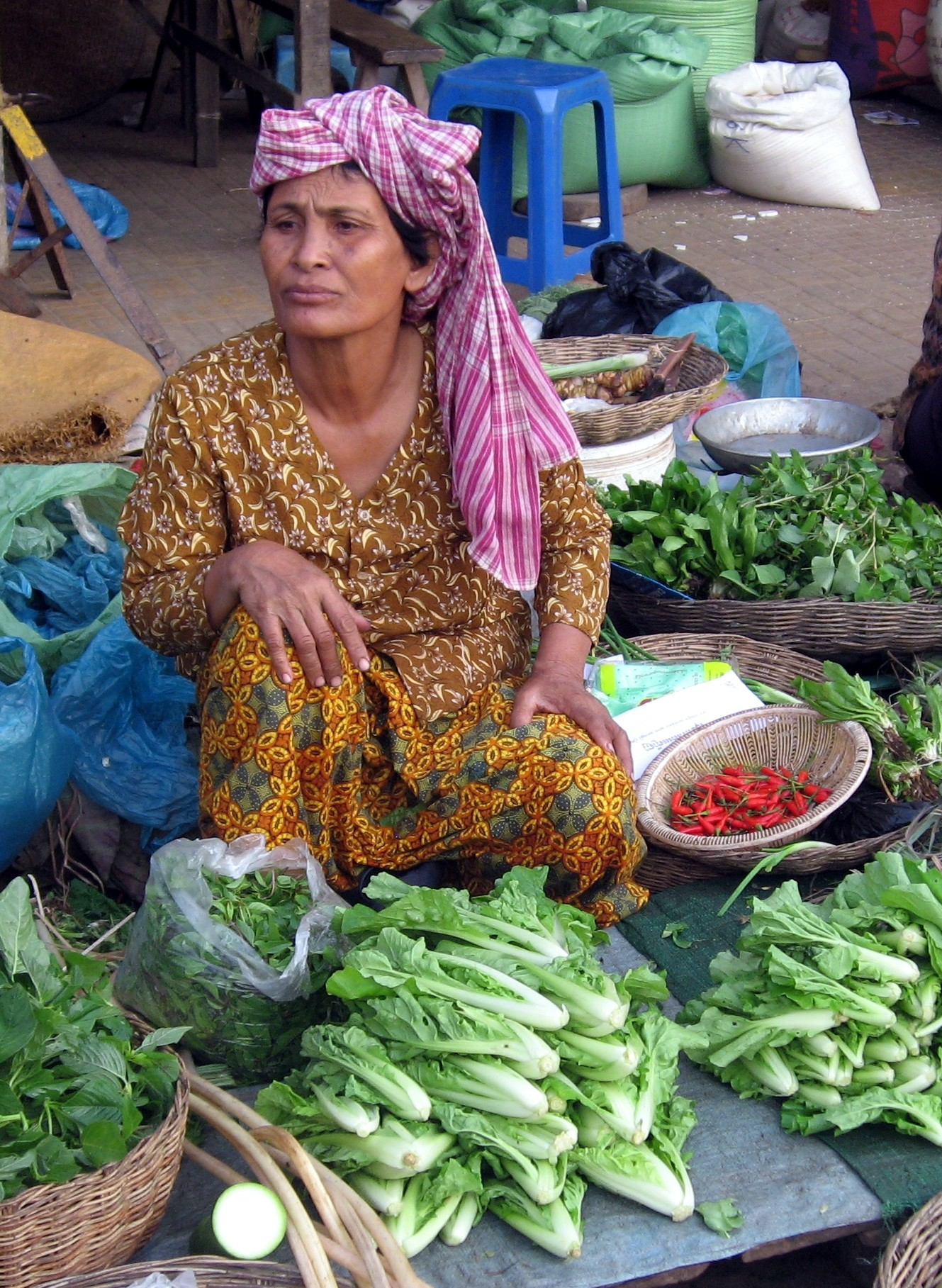
Een Marktkoopvrouw met Krama in Kampong Thom

Een krama is een traditioneel Cambodjaans kledingstuk, dat wordt gebruikt als sjaal, bandana, om kinderen in te dragen en als gezichtsbescherming tegen de weersinvloeden. De krama wordt door zowel mannen als vrouwen gedragen.
Traditioneel is de krama rood of blauw.